# Неклюдово (посёлок, Гусь-Хрустальный район)
Неклю́дово — посёлок в Гусь-Хрустальном районе Владимирской области России, входит в состав муниципального образования «Посёлок Иванищи».

## География
Посёлок расположен в 11 км на северо-восток от центра поселения посёлка Иванищи и в 36 км на север от Гусь-Хрустального. К посёлку примыкает деревня Неклюдово. Железнодорожная станция Неклюдово на однопутной неэлектрифицированной линии Владимир — Тумская. Железная дорога является для посёлка и деревни единственным надёжным способом сообщения с районным и областным центрами.

## История
Посёлок основан в начале XX века при железнодорожной станции, в 1926 году входил в состав Александровской волости Владимирского уезда. В 1926 году в посёлке числилось 98 дворов.
С 1929 года входил в состав Неклюдовского сельсовета Гусь-Хрустального района, с 2005 года — в составе муниципального образования «Посёлок Иванищи».

## Население
| 1926 | 2002 | 2010 | 2021 |
| ---- | ---- | ---- | ---- |
| 224  | ↘195 | ↗208 | ↘188 |